# La potra Zaina
La potra Zaina é uma telenovela colombiana produzida pela então empresa de programação RCN Televisión antes da abertura de mercado da televisão aberta colombiana e exibida entre 1993 a 1994, em 190 capítulos, pelo canal estatal Canal A (atualmente extinto).
Estrelada por Aura Cristina Geithner e Miguel Varoni com as atuações antagônicas de Celmira Luzardo e Horacio Tavera. A telenovela é baseada em um trabalho original de Bernardo Romero Pereiro.

## Sinopse
Esta é a história de Soledad Ahumada (Aura Cristina Geithner), filha do proprietário de terras Melquisedec Ahumada (Gustavo Angarita), que foi educado nas árduas tarefas masculinas do campo llanero. Tal educação formou um caráter indomável e de ferro que despertou o amor de vários homens da região; homens que ela despreza ou rejeita à vontade. Mas um dia aparece Daniel Clemente (Miguel Varoni), um jogador que venceu a fazenda vizinha do Ahumada em uma aposta de poker e que, de seu primeiro encontro com Soledad, lança-se para conquistá-lo.

## Elenco
- Aura Cristina Geithner]] como  Soledad Ahumada
- Miguel Varoni como  Daniel Clemente
- Celmira Luzardo como  Victoria Ahumada
- Gustavo Angarita como  Melquisedec Ahumada
- Sílvio Ángel como  Ambrosio Castano
- Ana María Orozco como  Magdalena Ahumada
- Álvaro Ruiz como Chepe Estrada
- Adriana Vera como  Elda "Mariposa"
- Margoth Velásquez como Basilia
- Luis Fernando Hoyos como Miguel Bazan
- Gerardo de Francisco como Adolfo Bazan
- Leonor González Mina como Bruja de Los Llanos
- Horacio Tavera como Damaso Ahumada
- Alberto Valdiri como Claudio

## Prêmios e Indicações

### Prêmio TVyNovelas
| Ano  | Categoria                               | Nomeado                 | Resultado |
| ---- | --------------------------------------- | ----------------------- | --------- |
| 1994 | Melhor telenovela                       | Melhor telenovela       | Venceu    |
| 1994 | Melhor atriz protagonista de telenovela | Aura Cristina Geithner  | Venceu    |
| 1994 | Melhor ator protagonista de telenovela  | Miguel Varoni           | Indicado  |
| 1994 | Melhor ator coadjuvante de telenovela   | Álvaro Ruiz             | Venceu    |
| 1994 | Melhor atriz coadjuvante de telenovela  | Adriana Vera            | Venceu    |
| 1994 | Melhor diretor de telenovela            | Julio César Luna        | Venceu    |
| 1994 | Melhor autor de telenovela              | Bernardo Romero Pereiro | Indicado  |

### Prêmios India Catalina
| Ano  | Categoria                              | Nomeado           | Resultado |
| ---- | -------------------------------------- | ----------------- | --------- |
| 1994 | Melhor telenovela                      | Melhor telenovela | Indicado  |
| 1994 | Melhor ator coadjuvante de telenovela  | Álvaro Ruiz       | Venceu    |
| 1994 | Melhor atriz coadjuvante de telenovela | Adriana Vera      | Indicado  |

## Versões
O remake mexicano Apuesta por un amor, foi realizado pela Televisa e exibida pelo canal Las Estrellas em 2004, produzido por Angelli Nesma e estrelando por Patricia Manterola e Juan Soler.